# Покровка (Верхнехавский район)
Покровка — деревня в Верхнехавском районе Воронежской области России. Входит в состав Плясоватского сельского поселения.

## География
Вытянуто с северо-запада на юго-восток. Разделено на две части водохранилищем Ворона, высота центра селения над уровнем моря — 166 м. Единственная улица — Советская. Территория — 76,97 га. Расстояние до Верхней Хавы — 15 км, до центра сельского поселения — 4 км.

## История
Основана 10 семьями из сёл Пета и Веряево Шацкого уезда Тамбовской губернии, купленными в 1776 году помещицей Анна Турчанинова купила у княгини Урусовой и поселенных ею на речке Хаве. Первоначально названа Турчаниновой, но позже переименована село Покровское по Покровской церкви 1844 года постройки.

## Инфраструктура
Остановка общественного транспорта. Обслуживание населения культурно-бытовыми и социальными услугами осуществляется в с. Семеновка. К западу есть кладбище. В 2007 году 51 индивидуальных жилих усадебных дома. В северной и восточной частях расположены промзоны. Работает КФХ "Ферма.

## Население
| 1859 | 2000 | 2005 | 2010 |
| ---- | ---- | ---- | ---- |
| 325  | ↘129 | ↘110 | ↘95  |

2004 год — 104 чел., 2006 год — 101 чел., 2006 год — 92 чел., 2007 год — 92 чел.

## Археология
2 кургана неасной датировки и стоянка эпохи бронзы.